# Нельсон, Эшли
Эшли Нельсон (англ. Ashleigh Nelson; род. 20 февраля 1991) — британская легкоатлетка, специализирующаяся в спринте, многократная чемпионка и призер мировых и континентальных первенств.

## Биография
Нельсон родилась в Сток-он-Тренте и является двоюродной сестрой футболиста Кёртиса Нельсона. Её старший брат Александр также является спортсменом.
На чемпионате Европы 2014 года завоевала бронзовую медаль в беге на 100 метров и золотую медаль в эстафете 4×100 метров. В эстафете 4×100 метров она также завоевала бронзовую медаль на чемпионате мира 2013 года и серебряную медаль на чемпионате мира 2019 года. Её личные рекорды — 11,19 секунд (2014) на дистанции 100 м и 22,85 секунд (2019) на дистанции 200 метров.